# Megachile anatolica
Megachile anatolica är en biart som beskrevs av Rebmann 1968. Megachile anatolica ingår i släktet tapetserarbin, och familjen buksamlarbin. Inga underarter finns listade i Catalogue of Life.